# Catocala fecunda
Catocala fecunda là một loài bướm đêm trong họ Erebidae.